# سیارک ۵۰۲۱
سیارک ۵۰۲۱ (به انگلیسی: 5021 Krylania، نامگذاری:1982VK12) پنج هزار و بیست و یکمین سیارک کشف شده‌است که در ۱۳ نوامبر ۱۹۸۲ کشف شد.
قدر مطلق سیارک برابر ۱۲٫۱۰ است.